# RAB23
RAB23‏ (RAB23, member RAS oncogene family) هوَ بروتين يُشَفر بواسطة جين RAB23 في الإنسان.